# Pamela L. Travers
Pour les articles homonymes, voir Travers.
Œuvres principales
Mary Poppins
Pamela Lyndon Travers, née Helen Lyndon Goff, née le 9 août 1899 à Maryborough et morte le 23 avril 1996 à Londres, est une romancière, actrice et journaliste australienne. Elle est principalement connue comme créatrice du personnage de Mary Poppins, héroïne d'une série de romans pour la jeunesse, adaptée à plusieurs reprises, notamment au cinéma par Walt Disney en 1964 avec Julie Andrews puis avec Emily Blunt en 2018 dans le rôle-titre. Elle a été nommée officier dans l'ordre de l'Empire britannique (OBE) par la reine Élisabeth II en 1977.

## Biographie
Helen Lyndon Goff naît au Queensland dans une famille d'origine irlandaise. Elle est la fille aînée de Travers Robert Goff, un directeur de banque né à Deptford en Angleterre et de Margaret Agnes Morehead, nièce de Boyd Morehead, Premier ministre du Queensland, qui était qualifiée par la biographe Valerie Lawson de « belle mais bonne à rien »,.
Travers Goff meurt  d'un « délire de type épileptique » lorsque Helen a sept ans mais, devenue adulte, elle est persuadée que c'est dû à la boisson,. Il laisse derrière lui sa femme et ses trois filles qui déménagent à Bowral en Nouvelle-Galles du Sud en 1907. Trois ans plus tard, Margaret (leur mère), dépressive, annonce à ses filles un soir de tempête qu'elle va aller se noyer dans une crique proche. Pamela Travers raconte qu'elle a alors attisé le feu de la cheminée, près duquel elle a installé ses deux petites sœurs, et qu'elle a commencé à leur raconter une histoire de cheval volant magique, interrompue par les questions excitées des deux fillettes. Margaret est revenue trempée de son suicide manqué, mais c'est désormais la jeune Helen qui mène la maison à la baguette.
Quelques années plus tard, elle part pour Sydney faire des études, devenant une adolescente rebelle. Elle commence à publier des poèmes dès son adolescence et  écrit pour The Bulletin. À l'âge de 21 ans, Helen, qui s'intéresse au théâtre, décide d'en faire son métier et prend le pseudonyme de Pamela Lyndon Travers.
Elle arrive en Angleterre en 1924 pour entamer une carrière d'auteur. En 1925, en Irlande, elle rencontre le poète George William Russell, dit « AE », qui publia quelques-uns de ses poèmes.
Mary Poppins, publié en 1934, est son premier succès littéraire. La série comporte en tout huit épisodes (le dernier paru en 1988). Elle a également publié des anthologies, des recueils de poésie et des essais.
En 1936, elle rencontre à Paris G.I Gurdjieff dont elle suit l'enseignement. Elle écrira un ouvrage biographique à sa mémoire.
Bien qu'elle ne se soit jamais mariée, elle a de brèves relations avec des hommes et vit également de nombreuses années avec Madge Burnand, fille de l'écrivain Francis Burnand (en), sans que la nature réelle de leurs rapports aient été explicite,. À l'âge de quarante ans, elle adopte un petit garçon d'origine irlandaise qui sera séparé de son frère jumeau.

## Œuvre

### Romans de la sérieMary Poppins
1. Mary Poppins, Londres, Gerald Howe, 1934. Publié en français sous le titre Mary Poppins, traduction de Léo Lack, illustrations de Mary Shepard, Desclée De Brouwer, 1937 ; rééd. trad. de Vladimir Volkoff, ill. de Brigitte Monzein et Jean-Gabriel Monnier, coll. Jeunesse, Le Livre de poche, 1980  (ISBN 2-922691-28-4)
2. Mary Poppins Comes Back, Londres, L. Dickson & Thompson Ltd, 1935. Publié en français sous le titre Le Retour de Mary Poppins, trad. de Vladimir Volkoff, ill. de Jean Reschofsky, coll. Idéal-Bibliothèque, Hachette, 1964 ; rééd. dans une traduction intégrale de Thierry Beauchamp, ill. de Sibylle Delcroix, coll. Jeunesse, Éditions du Rocher, 2010  (ISBN 978-2-268-06901-2)
3. Mary Poppins Opens the Door, Londres, Peter Davies, 1944. Publié en français sous le titre Les Bonnes Idées de Mary Poppins, trad. de Vladimir Volkoff, ill. de Jean Reschofsky, coll. Idéal-Bibliothèque, Hachette, 1965
4. Mary Poppins in the Park, Londres, Peter Davies, 1952. Publié en français sous le titre Mary Poppins en promenade, trad. de Vladimir Volkoff, ill. Jean Reschofsky, coll. Idéal-Bibliothèque, Hachette, 1966
5. Mary Poppins From A-Z, Londres, Collins, 1963.
6. Mary Poppins in the Kitchen, New York / Londres, Harcourt Brace Jovanovich, 1975.
7. Mary Poppins in Cherry Tree Lane, Londres, Collins, 1982.
8. Mary Poppins and the House Next Door, New York, Delacorte Press, 1989. Publié en français sous le titre Mary Poppins - La maison d'à côté, suivi de Mary Poppins dans l'allée des Cerisiers, trad. de Thierry Beauchamp, ill. de  Clara Lauga, Le Castor astral, 2018  (ISBN 979-1-027-80138-1)

### Autres romans
- I Go By Sea, I Go By Land, Londres, Peter Davies, 1941 Publié en français sous le titre L'Extraordinaire Voyage de Sabrina, traduction de Marie-Axelle de la Rochefoucauld, illustrations de Gertrude Hermes, coll. Zethel Jeunesse, Éditions Leduc.s, janvier 2016  (ISBN 979-10-95174-02-8)
- Aunt Sass, New York, Reynal & Hitchcock, 1941
- Ah Wong, New York, Reynal & Hitchcock, 1943
- Johnny Delaney, New York, Reynal & Hitchcock, 1944
- Gingerbread Shop (1952)
- Mr. Wigg's Birthday Party (1952)
- The Magic Compass (1953)
- The Fox at the Manger, Londres, Collins, 1963
- Friend Monkey, Londres, Collins, 1972
- Two Pairs of Shoes, New York, Viking Press, 1980

### Autres écrits
- Moscow Excursion, New York, Reynal & Hitchcock, 1934
- About the Sleeping Beauty, Londres, Collins, 1975
- What the Bee Knows : Reflections on Myth, Symbol and Story, Londres, Thorsons Publishers, 1989
- La Mort de AE : Héros et mystique irlandais, traduit et présenté par Patrice Repusseau, Paris, Les Deux Océans, 2008, 51 p.  (ISBN 2-86681-153-4)
- George Ivanovitch Gurdjieff, Toronto,Traditional Studies Press, 1973

## Adaptations

### Livres
- Mary Poppins, adapt. Francine Jabet d'après l'œuvre originale de P. L. Travers, Paris, ODEJ, 1965, coll. "Beaux contes", Paris, 16 p.
- Mary Poppins, adapt. Annie North Bedford d'après l'œuvre originale de P. L. Travers, Paris, Hachette, 1977, coll. "Le Jardin des rêves", illustrations de Grace Clarke, 26 p.,  (ISBN 2-01-004233-6).
- Mary Poppins et ses amis, trad. Jan Neely  d'après l'œuvre originale de P. L. Travers, raconté par Homer Brightman, Paris, Hachette, 1978, coll. "Gentil coquelicot", 20 p.,  (ISBN 2-01-005192-0).
- Mary Poppins, raconté par Marlène Jobert d'après P. L. Travers, Evreux, Éditions Atlas, 2004, coll. "Les plus beaux contes du monde", 16 p., (1 disque compact),  (ISBN 2-7312-2759-1).

### Cinéma

#### Adaptations
- 1964 : Mary Poppins, film de Robert Stevenson, inspiré du roman et produit par les studios Disney
- 2018 : Le Retour de Mary Poppins (Mary Poppins Returns), film de Rob Marshall, faisant suite au film de 1964 produit par les studios Disney

#### Autres
- 1983 : Mary Poppins, au revoir, film de Leonid Kvinikhidze, inspiré de ses autres romans.
- 2013 : Dans l'ombre de Mary (Saving Mr. Banks), film de John Lee Hancock racontant la période de négociations entre Pamela Travers (Emma Thompson) et Walt Disney (Tom Hanks) sur l'adaptation cinématographique de son roman.

### Spectacle
- Mary Poppins: The Musical, un spectacle musical adapté du film de 1964 et présenté par Walt Disney Theatrical Productions depuis décembre 2004 à Londres et 2006 à Broadway.

## Hommage
Depuis 2018, un cratère de la planète Mercure est nommé Travers en son honneur.